# Ne boj se teme
Ne boj se teme (izviren angleški naslov: Don't Be Afraid of the Dark) je fantazijska grozljivka iz leta 2010. Scenarij za film sta napisala Matthew Robbins in Guillermo del Toro, režiral pa ga je ustvarjalec stripov Troy Nixey. Film je koprodukcija med ZDA, Avstralijo in Mehiko, posnet pa je bil v dvorcu Drusilla v  Mount Macedonu, Victoria in v Melbournu v Avstraliji. V filmu  Katie Holmes, Guy Pearce in Bailee Madison igrajo družino, ki se preseli v dvorec v Rhode Islandu iz 19. stoletja, kjer začne mlajša hči (Madison) opažati starodavna bitja, ki živijo v kleti. Film je remake ABC-jevega televizijske grozljivke iz leta 1973 z istim naslovom.

## Vsebina
Na dvorcu Blackwood Manor v Providence County, Rhode Island vdovec in slikar Lord Blackwood pokliče svojega služabnika v klet, kjer ga ubije. Odstrani mu zobe, tako kot svoje in jih ponudi skrivnostnim bitjem v pepelniku stare peči; toda bitja začnejo zahtevati otroške zobe. Blackwood jih prosi, da mu vrnejo njegovega ugrabljenega sina, vendar ga bitja odvlečejo v pepelnik.
V sedanjosti, se 8 letna Sally Hurst preseli v Rhode Island skupaj s svojim očetom Alexom in njegovo punco Kim, ki dvorec Blackwood prenavljata za svojo stranko g. Jackobya. Sally je žalostna, ker jo je mama prisilila, da živi z Alexom. Že prvo noč se zaradi Sallyine prisotnosti prebudijo bitja v pepelniku. Naslednji dan Sally odkrije skrito klet. Eden izmed delavcev, g. Harris opozori Alex in Kim naj se kleti izogibajo. Sally postane radovedna, ko iz peči sliši kako bitja kličejo njeno ime, zato sledi skrivnostnim glasovom. Nato se pod pečjo v runah izpiše ''BOJ SE''.
Sally odpre peč, da bi spoznala bitja, kjer najde enega izmed starih zob služabnika. Bitja se hitro izkažejo za sovražne in raztrgajo Kimina oblačila. Alex za to nemudoma obtoži Sally in najde srebrnik iz 19. stoletja, ki ga je Sally našla pod svojo blazino, potem ko je izginil zob. Alex in Kim odideta v mesto zaradi službe, Sally pa se izmuzne v klet, da bi govorila z bitji, vendar jo Harris pošlje stran. Bitja ga nato napadejo in ranijo z njegovim lastnim orodjem, da nazadnje pristane v bolnišnici. Ker se Sally začenja bati teh bitij, Alex pokliče terapevta da bi se pogovoril s Sally. Terapevt pa tako dobi skico enega izmed teh bitij.
Kim obišče Harrisa v bolnišnici, ki ji naroči naj poišče neizdano umetnino Lorda Blackwooda v krajevni knjižnici. Knjižničar ji prinese umetnino na kateri bitje, ki ga opiše kot nekakšna zlobna različica zobne vile, ki spremenijo tu in tam kakšnega človeka v njihovo vrsto. Kim prihiti domov, kjer najde napadeno Kim. Glavno bitje, ki je v bistvu preobražen Lord Blackwood, pove da želijo Sally spremeniti v enega izmed njih. Kim ugotovi, da so Lord Blackwoodu bitja vzela sina. Kim skuša to razložiti Alexu, ki pa je bolj zaskrbljen glede gostitve večerje g. Jacobya in njegovih prijateljev. Vendar kmalu ugotovi kaj se dogaja, ko je Sally z bitji ujeta v knjižnici in jih preganja z bliskavico na fotoaparatu.
Alex in Kim se odločita, da bosta s Sally zapustila dvorec, vendar ju bitja onesposobijo. Sally skuša zbuditi Kim vendar tudi njo presenetijo bitja in Sally pade v nezavest. Ko se Sally zbudi ugotovi, da ima zvezana stopala, in da jo bitja vlečejo v klet na njeno preobrazbo. Kim se zbudi in odhiti v klet, da bi se soočila z bitji. Osvobodi Sally, vendar spravi v vrvi sebe in si zlomi nogo, ko se skuša rešiti. Bitja začnejo vleči Kim v peč, medtem ko Sally ubije bitje, ki bi naj bilo Lord Blackwood, z veliko svetilko. Alex prihiti v klet vendar Kim izgine in s Sally začneta žalovati za njo.
Čez nekaj časa se oba vrneta v zapuščen dvorec, da bi tam pustila Kimino risbo. Ko odideta, je mogoče slišati preobraženo Kim kako spodbuja bitja naj ostanejo skrita in počakajo na nove ljudi, saj imajo ''ves čas na svetu''.

## Igralci
- Bailee Madison kot Sally Hurst
- Katie Holmes kot Kim Raphael
- Guy Pearce kot Alex Hurst
- Jack Thompson kot William Harris
- Alan Dale kot Charles Jacoby
- Julia Blake kot gdč. Underhill
- Garry McDonald kot Emerson Blackwood
- Nicholas Bell kot psihiaterr
- Trudy Hellier kot Evelyn Jacoby
- James Mackay kot knjižničar
- Terry Kenwrick kot Bill
- Eddie Ritchard kot oskrbnik
- Libby Gott kot medicinska sestra
- Lance Drisdale kot policist
- David Tocci kot delavec
- Abbe Holmes kot Joanne Hurst (glas)
- Grant Piro, Todd Macdonald, Angus Smallwood, Dylan Young in Guillermo del Toro kot glasovi bitij